# Teliomycetes
Teliomycetes är en klass av svampar. Teliomycetes ingår i divisionen Teliomycota och riket svampar.
Klassen innehåller bara ordningen Platygloeales. Teliomycetes är enda klassen i divisionen Teliomycota.